# Друга влада Николе Христића
Друга влада Николе Христића је била влада Краљевине Србије од 3. октобра 1883. до 19. фебруара 1884.

## Историја
Краљ Милан у политику враћа из пензије Николау Христића 1883. године као председника владе и министра унутрашњих послова. Угушио је Тимочку буну.
Никола Пашић је избегао у Бугарску у децембру 1883. и одатле наставио свој рад.
Парламентарни избори у Краљевини Србији 1884. су одржани 25. јануара, они су дали Напредној странци готово све мандате. По завршеним изборима и пре него што сe Скупштина састала, влада Николе Христића поднела јe оставку па јe нову владу образовао Милутин Гарашанин.

## Чланови владе
| Функција                                                  | Слика | Име и презиме      | Детаљи    |
| --------------------------------------------------------- | ----- | ------------------ | --------- |
| Председник министарског савета и министар унутрашњих дела |       | Никола Христић     |           |
| Министар иностраних дела                                  |       | Милан М. Богићевић |           |
| Министар правде                                           |       | Ђорђе Р. Пантелић  |           |
| Министар финансија                                        |       | Алекса Н. Спасић   |           |
| Министар просвете и црквених дела                         |       | Ђорђе Р. Пантелић  | заступник |
| Министар војни                                            |       | Јован Петровић     |           |
| Министар грађевина                                        |       | Коста Протић       |           |
| Министар народне привреде                                 |       | Алекса Н. Спасић   | заступник |